# Maurice Ourry
Maurice Ourry (Bruyères-le-Châtel, 19 d'octubre de 1776 - París 19 de febrer de 1843) fou un dramaturg, poeta i periodista francès.
Va estudiar al col·legi de Juilly i es va traslladar a París el 1794. La seva carrera es va iniciar amb el seu primer vodevil, La danse interrompue, que obté un gran èxit. Però les obres que varen seguir, encara que moltes, no varen coincidir amb l'èxit de la primera.
Redactor de Journal des arts i Journal de Paris. Després va fundar el Nouveau journal de Paris, dedicat exclusivament a les arts i la literatura. També va participar en l'Encyclopédie des gens du monde i al Dictionnaire de la conversation.
Les seves obres foren estrenades a les principals escenes parisenques del segle XIX: Théâtre des Variétés, Théâtre du Vaudeville, Théâtre de la Gaîté.